# 15 км (Ахтубінський район)
15 км  (рос. Разъезд 15 км) — роз'їзд в Ахтубінському районі Астраханської області Російської Федерації.
Населення становить 20 осіб (2010). Входить до складу муніципального утворення Ахтубінське міське поселення.

## Історія
Населений пункт розташований на території українського етнічного та культурного краю Жовтий Клин. Від 1975 року належить до Ахтубінського району.
Згідно із законом від 6 серпня 2004 року органом місцевого самоврядування є Ахтубінське міське поселення.

## Населення
| 2002 | 2010 |
| ---- | ---- |
| 11   | ↗20  |